# Московський мітинг-концерт в Лужниках (2022)
«За світ без нацизму» (рос. «Za мир без нацизма») — пропагандистсько-політичний мітинг і концерт на стадіоні «Лужники» в Москві 18 березня 2022 року, в рамках якого відзначали восьму річницю анексії Криму Російською Федерацією. Президент Володимир Путін виступив на заході, виправдовуючи російське вторгнення в Україну та вихваляючи російські війська, перед 200-тисячним натовпом (за оцінками поліції Москви). Видання, включно з BBC і Moscow Times, повідомляли, що державних службовців перевозили до місця проведення, а іншим учасникам платили або змушували їх відвідувати цей захід.

## Захід
На арені та сцені були розміщені гасла «За світ без нацизму», «За нашого президента» та «За Росію», але замість звичної кириличної «З» зображено латинське «Z» (див. також Звастика). На деяких вивісках також були зображені «Z» у вигляді георгіївської стрічки з гештеґом #СвоихНеБросаем, що означає «Своїх не кидаємо».
Екс-учасниця Євробачення Поліна Гагаріна виконала свій кавер на «Кукушку» з фільму «Битва за Севастополь» 2015 року. Російський гурт «Любе» виконував патріотичні пісні про воєнний час, Олег Ґазманов виконав пісню «Народившись в СССР», а вірш Федора Тютчева «Напрасный труд — нет, их не вразумишь...» прочитав у травні 1867 року російський актор Володимир Машков. Серед інших доповідачів на заході були головний редактор RT Маргарита Симоньян, яка сказала: «Це для наших хлопців, які зараз борються з покидьками»; мер Москви Сергій Собянін, який подякував «хлопцям, які зі зброєю в руках захищають громадян Росії на Донбасі... Півсвіту об’єдналося проти нас, але Росія – сильна країна»; і речниця МЗС Марія Захарова, яка назвала Російську Федерацію «країною і нацією, яка охороняє мир і бореться зі злом». Багато промовців носили Z-подібні георгіївські стрічки, які також з’являлися на вивісках у натовпі.
Під час мітингу були представлені численні російські олімпійські спортсмени, в тому числі кілька, які нещодавно повернулися з Олімпійських ігор 2022 року в Пекіні. Російський гімн звучав, коли вони були на сцені, посилаючись на заборону виконання гімну на трьох попередніх Олімпіадах через спонсорований державою допінг. Серед спортсменів – лижник Александр Большунов; фігуристи Микита Кацалапов, Володимир Морозов, Вікторія Сініціна, Євґенія Тарасова; художні гімнастки Діна Аверіна та Аріна Аверіна; та плавець Євґеній Рилов. Російський гімнаст Іван Куляк, який проходив дисциплінарне провадження у Міжнародній федерації гімнастики за носіння наклейки «Z» на чемпіонаті світу 2022 року в Досі, носив олімпійську медаль на мітингу, хоча не брав участі в жодній Олімпіаді.
Мітинг став першим публічним виступом Володимира Путіна з початку вторгнення в Україну. У своїй промові, яку він розпочав цитуванням Конституції Росії, Путін привітав народ Криму і Севастополя та побажав їм «щасливої річниці» анексії Криму. Далі він обговорив фінанси та інфраструктуру цих територій, стверджуючи, що замість «залишкового фінансування», наданого Україною, Російській Федерації «потрібно було витягнути Крим із цього принизливого становища». Далі Путін стверджував про геноцид України проти народу Донбасу, перш ніж процитувати біблійний уривок «більшої любови» з Євангеліє від Івана 15. Путін зазначив, що день народження Федора Ушакова було 24 лютого, у той самий день, коли розпочалось російське вторгнення в Україну. Частина його телевізійної промови на «Росія-24» була перервана через технічну проблему.

## Реакції
Президент України Володимир Зеленський у відеозверненні, опублікованому 19 березня, згадав про мітинг:
Сьогодні в Москві прозвучало багато слів у зв'язку з річницею захоплення Криму. Відбувся великий мітинг. Я хочу звернути увагу на одну деталь: повідомляється, що загалом до мітингової активності столиці Росії були залучені близько 200 тисяч людей - 100 тисяч на вулицях, приблизно 95 тисяч - на стадіоні. Ось таку ж кількість російських військових задіяли у вторгненні в Україну. Просто уявіть собі, що на тому стадіоні в Москві 14 тисяч трупів. І ще десятки тисяч поранених і скалічених людей. Уже стільки російських втрат від цього вторгнення. Ось така ціна війни. Трохи більше ніж за три тижні. Війну треба закінчувати. Пропозиції України – на столі.
Консервативний американський політичний оглядач Шон Хенніті, прихильник колишнього президента США Дональда Трампа, сказав, що мітинг, схоже, був використаний Путіним для «наведення свого внутрішнього Дональда Трампа», тоді як ліберальний HuffPost назвав мітинг «жахливим» та «зловісним» і сказав, що Путін перебуває «у режимі повного диктатора». Путін також піддався критиці за те, що носив парку Loro Piana за 13 000 доларів США.
Спортсменів критикували в ЗМІ за межами Росії за участь у мітингу. The Times (Сполученого Королівства) описала спортсменів як "дефіле... на стадіоні "Лужники" як розминку російського президента" на "провоєнному пропагандистському мітингу". Поява Рилова призвела до розслідування FINA на підставі «знеславлення водних видів спорту» та втрати його спонсорського контракту з Speedo, в якій говорилося, що вона передасть залишок його фінансування Управлінню Верховного комісара ООН у справах біженців. Світлини, опубліковані деякими спортсменами в соціальних мережах, розмивали символи «Z», які вони носили, що було інтерпретовано як визнання відсутності популярности війни серед молодих росіян. Український олімпійський призер Олег Верняєв розкритикував Куляка за те, що він прийшов і ніс олімпійську медаль, яку сам не виграв. Український світовий рекордсмен з плавання Андрій Говоров назвав «серцерозбиваючим» те, що побачив свого друга Рилова на ралі та одягненого в символ «Z». Українські танцюристи Олександра Назарова та Максим Нікітін розкритикували фігуристів за їхню участь, заявивши, що «не так давно ми підтримували їх у цьому непростому олімпійському сезоні, зараз вони підтримують війну проти нас і нашої країни».